# ضيائية بالحك

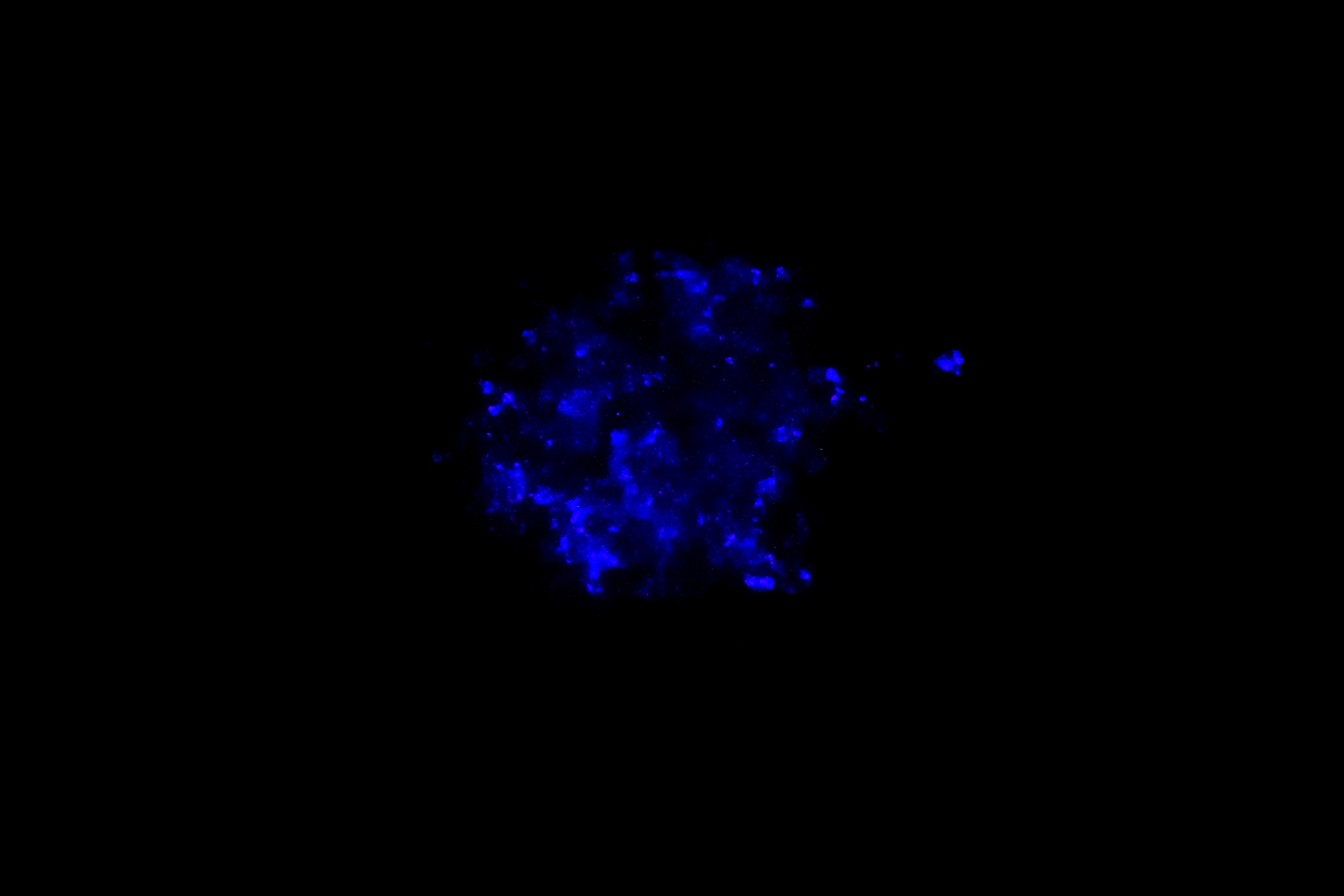
ضيائية النيكوتين -الساليسيلات بالحك

الضِّيَائِيَّة بالحك (بالإنجليزية: Triboluminescence)‏ هي ظاهرة تُولَّد فيها الضوء عندما تُفكَّك المادة، أو تُمزَّق، أو تُخدَش، أو تُسحَق، أو تُفرَك ميكانيكيًا (انظر علم الاحتكاك). هذه الظاهرة ليست مفهومة تمامًا ولكن يبدو في معظم الحالات أنها ناجمة عن فصل وإعادة توحيد الشحنات الكهربائية الساكنة، انظر أيضًا كهرباء الاحتكاك. يأتي المصطلح الإنجليزي من اليونانية τρίβειν ("فرك") واللاتينية lumen ("الضوء"). يمكن ملاحظة ضيائية الحك عند كسر بلورات السكر وتقشير الأشرطة اللاصقة.
غالبًا ما تكون Triboluminescence مرادفًا Fractoluminescence التي تعني "ضيائية بالكسر" (مصطلح يستخدم أساسًا عند الإشارة فقط إلى الضوء المنبعث من البلورات المكسورة). تختلف الضيائية بالحك عن الضيائية بالضغط [الإنجليزية] في أن المادة الضيائية بالضغط تبعث الضوء عند تشوهها، بدلاً من كسرها. هذه أمثلة على الضيائية الميكانيكية [الإنجليزية]، وهي الضيائية الناتجة عن أي فعل ميكانيكي على مادة صلبة.